# Javier Zavaleta
Javier Eduardo Zavaleta López (La Paz, Bolivia; 20 de agosto de 1970) es un arquitecto y político boliviano. Ocupaba el cargo de Ministro de Defensa de Bolivia desde el 23 de enero de 2018, hasta el 11 de noviembre de 2019, durante el tercer gobierno del presidente Evo Morales Ayma. 
Zavaleta fue Diputado Uninominal de Bolivia por 12 años continuos (2006-2018). Esto lo convierte en uno de los políticos bolivianos que más tiempo ha logrado permanecer como legislador.[cita requerida]

## Biografía
Javier Zavaleta nació el 20 de agosto de 1970 en la ciudad de La Paz. Comenzó sus estudios escolares en 1976, saliendo bachiller el año 1987 en su ciudad natal. 
Continuo con sus estudios profesionales, ingresando a estudiar la carrera de arquitectura en la Universidad Mayor de San Andrés (UMSA), graduándose como arquitecto de profesión el año 1993. Cabe mencionar que durante sus tiempos de universitario, Zavaleta llegó a ser secretario ejecutivo de la FUL. 
La trayectoria política y profesional de Javier Zavaleta comienza estrechamente asociada a la gestión municipal del entonces alcalde del municipio de La Paz Juan del Granado. 
En efecto, Javier Zavaleta trabajó en la alcaldía de La Paz, en donde se encargó de la redacción del primer plan de prevención, mitigación y atención de emergencias y desastres. Así también participó en la creación de varias iniciativas como el Centro de operaciones de emergencias para la atención de desastres, el grupo de voluntarios civiles para la atención de emergencias y el programa “Barrios de verdad” (del cual fue gerente) además de ser director de mantenimiento de la alcaldía paceña.
Dentro de la esfera municipal, Javier Zavaleta fue secretario general de la Subalcaldía del Distrito 5 del municipio de La Paz. 

## Carrera política

### Diputado por la Circunscripción 8 (2006-2010)
En 2005, como parte del acuerdo entre el Movimiento Sin Miedo (MSM) y el Movimiento al Socialismo (MAS), se llegó a la conclusión de que se reservaría las candidaturas a diputados de los barrios centrales de la ciudad de La Paz para el partido del MSM. 
En diciembre de 2005, y a sus 35 años de edad, Javier Zavaleta presentó su candidatura a la circunscripción 8 representando al partido del Movimiento al Socialismo (MAS). Ganó con el 33,1 % de la votación. Durante su cargo como diputado, Zavaleta se desempeñó como Presidente de la Comisión de Defensa y Fuerzas Armadas el año 2006.

### Diputado por la Circunscripción 8 (2010-2015)
En octubre de 2009, Javier Zavaleta se volvió repostular al cargo de diputado uninominal por su misma circunscripción 8 en representación del Movimiento al Socialismo (MAS). Salió nuevamente elegido para el periodo 2010-2015. 
Cabe mencionar que el 12 de agosto de 2013, Javier Zavaleta renunció oficialmente al partido del Movimiento Sin Miedo por diferentes divergencias políticas e ideas, pues según él, el partido del Movimiento Sin Miedo se había alejado de la izquierda.

### Diputado por la Circunscripción 6 (2015-2018)
En octubre de 2014, Zavaleta se repostuló nuevamente al cargo de diputado uninominal, pero esta vez por la circunscripción 6 en representación del Movimiento al Socialismo (MAS). Salió elegido otra vez para el periodo 2015-2020.    

### Ministro de Defensa de Bolivia (2018-2019)
El 23 de enero de 2018, el Presidente de Bolivia Evo Morales Ayma lo posesionó en el cargo de Ministro de Defensa de Bolivia, en reemplazo de Reymi Ferreira Justiniano, quien renunció por motivos de salud.

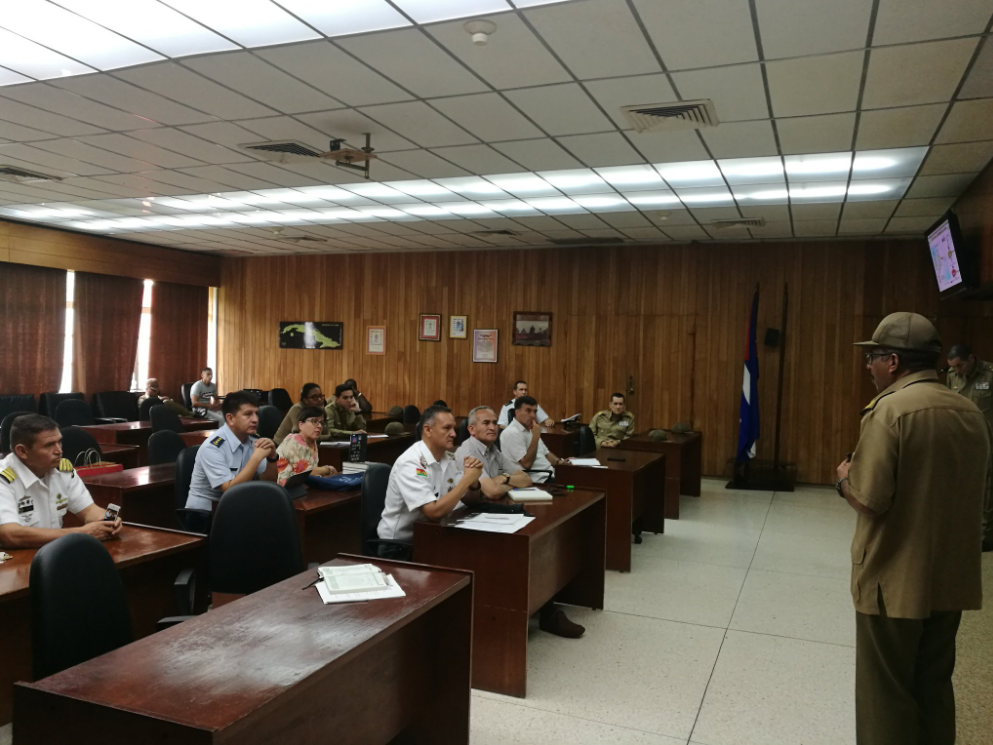
Entre los presentes, Helena Argirakis (exdirectora Escuela AntiImperialista), Juan Ramón Quintana (exministro de Presidencia) y cuerpo militar enviado a Cuba para cooperación bilateral.

Durante su gestión como Ministro realizó un trabajo esencialmente político, además de la intención de resolución de crisis en el incendio de la Chiquitania. Destaca en su gestión el apoyo a la gestión de la Escuela Anti-Imperialista General Juan José Torres Archivado el 31 de diciembre de 2019 en Wayback Machine. y el fomento a la docencia en áreas políticas dentro del Ejército, entre sus docentes para la formación ideológica anti-norteamericana se encuentran: Axel Arias Jordán Archivado el 22 de diciembre de 2019 en Wayback Machine. (docente socialista del Ministerio de Defensa), Raul Reyes Zarate (historiador del socialismo en Ministerio de Defensa) y la exdirectora Helena Argirakis.
Javier Zavaleta tiene una cercanía política a Juan Ramón Quintana y el ala dura dentro del Movimiento al Socialismo.
Recientemente, Javier Zavaleta ha sido acusado por cargos de terrorismo y sedición conjuntamente a los también exministros Juan Ramón Quintana y Wilma Alanoca, debido principalmente a la siguiente declaración: "Nos enfrentamos a que el día de mañana, comencemos a contar los heridos y muertos por docenas, si es que el señor Camacho, en el transcurso de mañana (jueves), no hace un llamado a la pacificación de la gente que le sigue" Debido a los sucesos de confrontación y conflicto civil registrados en la ciudad de La Paz, a mediados de noviembre, es que Zavaleta renuncia a su cargo el 11 de noviembre y se asiló en la Embajada de México en La Paz, razón por la que las organizaciones sociales además de sociedad civil manifestaron que las exautoridades se entreguen y resuelvan sus problemas a la justicia. Ël junto a otras 6 personas permanecieron 12 meses asilados en la residencia de la embajada de México hasta el mes de noviembre de 2020 sin que el gobierno les otorgue un salvoconducto solicitado por el Estado Mexicano.

### Alcaldía de El Alto
El 26 de agosto de 2021, el periódico cochabambino "Los Tiempos" reveló ante toda la opinión pública del país que el exministro de defensa Javier Zavaleta se encuentra trabajando actualmente como funcionario municipal en la alcaldía de la ciudad de El Alto desde el 20 de agosto de 2021, durante la gestión de la alcaldesa Eva Copa Murga.
| Predecesor: Reymi Ferreira Justiniano | Ministro de Defensa de Bolivia 23 de enero de 2018 - 11 de noviembre de 2019 | Sucesor: Luis Fernando López Julio |